# Saint-sardos-i háború
A saint-sardos-i háborút az angolok és a franciák vívták 1324-ben. Az alacsony intenzitású összecsapás egy kisebb területi vitából indult, de a százéves háború egyik előfutára lett.

## Előzmények
Saint-Sardos falu a mai Lot-et-Garonne megyében található, de a 14. században Agenais része volt, amely az angol és a francia felségterület határvidékén terült el, angol ellenőrzés alatt. Habár a területet a franciák az amiens-i szerződés értelmében átengedték az angoloknak 1279-ben, annak birtoklásáról nem mondtak le véglegesen. A szerződés értelmében a terület angol ura, I. Eduárd, majd II. Eduárd angol király a francia uralkodó vazallusa volt, habár ennek gyakorlati jelentősége kevés volt.
Saint-Sardos falu a bencések földjén állt, angol területen. A kolostor azonban a sarlat-i apátsághoz tartozott, amely francia területen volt. Az apátság számos alkalommal kérvényezte a párizsi parlamenttől, hogy a falu kerüljön francia irányítás alá. A szerzeteseknek sikerült V. Fülöp francia király figyelmét felkelteniük, és a parlament az apátság javára döntött 1322 decemberében. 1323. október 15-én a Périgueux-i sénéchal átvette a falu irányítását.
A francia terveket aggodalommal figyelték Agen lakosai, akik veszélyben érezték földjeiket és kereskedelmi csatornáikat. Október 15-én éjszaka Raymond Bernard, a néhány kilométerre fekvő Montpezat ura, megrohanta és felgyújtotta falut, a francia hivatalnokot pedig felakasztatta.
A villongás híre öt hét múlva ért el az angol királyhoz, aki azonnal felismerte fontosságát. Az uralkodó levelet küldött IV. Károly francia királynak, amelyben leszögezte, hogy nem volt tudomása Raymond Bernard akciójáról, és az ügyet kivizsgáltatja, a felelősöket megbünteti. A levél öt nap alatt Párizsba ért, ahol nagy volt a nyugtalanság. A francia király Tours-ban tartózkodott. Az angol nagykövet karácsonykor, Limoges-nál érte utol Károlyt.
Az uralkodó 1324. január 23-ára Toulouse-ba rendelte Raymond Bernard-t és Ralph Bassetet, Gascogne angol sénéchalját, valamint más hivatalnokokat. Egyikőjük sem jelent meg a király előtt. Februárban valamennyiüket megfosztották jogaiktól, tulajdonukat elkobozta a francia korona. Toulouse és Périgueux sénéchalja utasítást kapott, hogy foglalja el Montpezat-t. II. Eduárd arra utasította Raymond Bernard-t, hogy a nevében védje meg a várat. Az erődítmény körül árkokat ástak, katonákat soroztak. Amikor a francia katonák márciusban megérkeztek, 600 fős helyőrség várta őket. Amikor az egyik parancsnok fel akarta olvasni a francia bíróság döntését a jogfosztásról, a védők lerohanták, és csak váltságdíj ellenében engedték szabadon.
Az ügy kezelésére Hugh Despenser, Winchester 1. grófja kapott megbízást, és az irányítás fokozatosan kicsúszott az angolok kezéből. Márciusban Ralph Bassetet visszarendelték, 7-én pedig bejelentették, hogy a király testvére, Edmund diplomáciai küldetéssel a francia királyhoz utazik. Eduárd fő célja az volt, hogy elsimítsa a vitát, és úgy vélte, erre jó lehetőséget nyújt majd személyes találkozója Károllyal, amelyen mint a francia király hűbérese fejezi ki tiszteletét. Július előtt viszont nem akart erre sort keríteni, és Edmund küldetésének célja is a halasztás elérése volt.
Eduárd követe 1324. április 8-án hajózott ki Doverből, és két hét múlva érkezett meg Párizsba. Találkozott Elias Jonestonnal, egy tapasztalt diplomatával, aki már december óta ott tartózkodott. Jonestone biztos volt abban, hogy a francia király elhatározta Aquitania elfoglalását. Június 10-én a király megszemlélte a csapatait Moissacnál, Jonestone pedig Angliába utazott a hírrel.

## A háború
1324. augusztus elején a francia sereg elindult Agenais felé. Nem találkoztak különösebb ellenállással, és augusztus 15-én Agen, a főváros is megadta magát. Az angol csapatok, tartva az összecsapástól, La Réole várába vonultak vissza. Az angol felmentő sereget Hugh Despenser szervezte, aki azonban vonakodott a szükséges forrásokat rendelkezésre bocsátani. Az általa felállított gyenge seregnek sem a zsoldját, sem az élelmét nem biztosította, így a katonák fellázadtak, és nem értek el La Réoléba.
La Réole masszív erődítményét egy sziklacsúcsra építették, ezért a franciák Lotaringiából hozattak képzett hadmérnököket, akik áttörték a falat. Károly ezután négy napot adott a megadásra, de a várat védő angoloknak sikerült hat hónapos fegyvernyugvást és szabad elvonulást elérniük. Ezzel Aquitania angolok által ellenőrzött területe egy vékony part menti sávra csökkent, az angol-francia ellenségeskedés pedig nemsokára a százéves háborúba torkollt.